# Nieznajomy (film)
Nieznajomy (jid. Der Unbekanter) – polski film fabularny z 1913 roku w języku jidysz, oparty na utworze Jakuba Gordina.
Film nie zachował się do dziś.

## Obsada
- Ester Rachel Kamińska
- Regina Kamińska
- Wiera Zasławska
- Zina Goldsztejn
- Herman Wajsman
- Jakub Libert